# 1329.
◄ | 13. stoljeće | 14. stoljeće | 15. stoljeće | ►
◄ | 1290-ih | 1300-ih | 1310-ih | 1320-ih | 1330-ih | 1340-ih | 1350-ih | ►
◄◄ | ◄ | 1326. | 1327. | 1328. | 1329. | 1330. | 1331. | 1332. | ► | ►►
Arhitektura • Astronomija • Glazba • Knjige • Književnost • Kršćanstvo • Medicina • Pravo • Promet • Slikarstvo • Znanost

## Rođenja
- 1329. – Matej Vitov Đurđević (Đorđić), hrvatski pomorski vojskovođa, trgovac i zapovjednik dubrovačke mornarice († 1400.)[1]

## Vanjske poveznice
|  | Zajednički poslužitelj ima još gradiva o temi 1329. |